# Theroscopus ungularis
Theroscopus ungularis là một loài tò vò trong họ Ichneumonidae.